# Anne-Marie Tornegård
Elsa Anne-Marie Tornegård, född 27 juli 1957 i Gräsgårds församling i Kalmar län, är en svensk före detta friidrottare (kulstötning).
Tornegård har tävlat för Ölands Smedby IK och Södertälje IF. Hon utsågs år 1986 till Stor grabb/tjej nummer 361.
Hennes farfar var Oscar Tornegård och hon är syster till Siv Tornegård.